# Presa de Pando

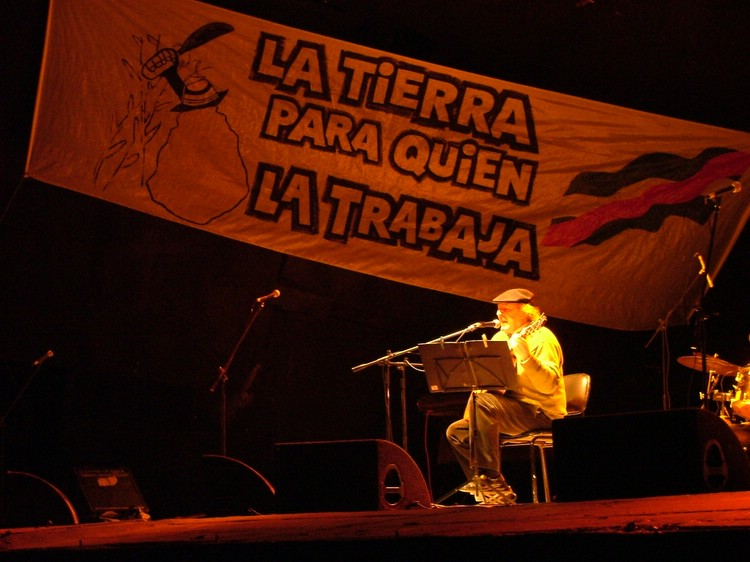
Daniel Viglietti en un festival a favor dels treballadors de la canya de sucre a Bella Unión (Artigas). El guitarrista va compondre una cançó en honor de la presa de Pando

La presa de Pando fou un episodi emmarcat a la guerra de guerrilles que va viure l'Uruguai durant els anys 1960 i 1970. El 8 d'octubre de 1969, diversos integrants del Moviment d'Alliberament Nacional-Tupamaros van prendre el control de la comissaria, la caserna de bombers, la central telefònica i molts bancs de la ciutat de Pando, ubicada a 32 quilòmetres de Montevideo.

## Desenvolupament
L'operatiu va començar a les 13 hores del 8 d'octubre de 1969. La comissaria de policia va ser copada per un grup de guerrillers, encapçalats per una parella que es va presentar com a membres de la força aèria. Tot seguit va ser presa la caserna de bombers, al costat de la comissaria. Simultàniament, altres comandos van prendre la central telefònica i les sucursals dels bancs Pan de Azúcar i República. Del Banc de la República els guerrillers van robar l'equivalent a 400.000 dòlars estatunidencs, una fortuna per a l'època.
Els fets van durar uns 20 minuts. Culminat l'operatiu, els vehicles del grup guerriller es van reunir fora de la ciutat i van emprendre la fugida. La caravana va simular ser un seguici fúnebre. En arribar al departament de Montevideo, el grup es va dividir en dos. Les armes van ser passades a nous vehicles, mentre que alguns dels participants es van allunyar en autocar.
Els vehicles van ser interceptats per la policia i es va produir un enfrontament, en el qual va morir el sergent de policia Enrique Fernández Díaz i els guerrillers Jorge Salerno, Alfredo Cultelli i Ricardo Zabalza. Alguns dels guerrillers, com Raúl Sendic, van escapar, però setze en van ser capturats i traslladats a la Prefectura de Policia de Montevideo.
Idea Vilariño dedicà el seu poema La isla a un dels guerrillers executats, Jorge Salerno.